# جون تيرني
جون إف تيرني (بالإنجليزية: John F. Tierney)‏ هو سياسي أمريكي وعضو سابق في مجلس النواب الأمريكي عن الحزب الديمقراطي، ولد في يوم 18 سبتمبر 1951 في بلدة سالم في ولاية ماساتشوستس، انتخب كعضو في الكونغرس ومثل ماساتشوستس من سنة 1997 إلى سنة 2015.